# Feketepolynom

Rötterna av Feketepolynomet med p = 43.

Inom matematiken är ett Feketepolynom ett polynom
{\displaystyle f_{p}(t):=\sum _{a=0}^{p-1}\left({\frac {a}{p}}\right)t^{a}\,}
där {\displaystyle \left({\frac {\cdot }{p}}\right)\,} är Legendresymbolen modulo något heltal p > 1.
Dessa polynom förekommer i studiet av Dirichlets L-funktioner, och var kända av Johann Peter Gustav Lejeune Dirichlet. De är uppkallade efter Michael Fekete, som observerade ett samband mellan Feketepolynomens och Dirichlets L-funktioners nollställen.